# Старое Киркино
Старое Киркино — деревня Грязновского сельского поселения Михайловского района Рязанской области России.

## Общие сведения

### География
Деревня на реке Киркинке (Киричке).

### Население
| 1859 | 1906 | 2007 | 2010 |
| ---- | ---- | ---- | ---- |
| 522  | ↗790 | ↘10  | ↘4   |

### Климат
Климат умеренно континентальный, характеризующийся тёплым, но неустойчивым летом, умеренно-суровой и снежной зимой. Ветровой режим формируется под влиянием циркуляционных факторов климата и физико-географических особенностей местности. Атмосферные осадки определяются главным образом циклонической деятельностью и в течение года распределяются неравномерно.
Согласно статистике ближайшего крупного населённого пункта — г. Рязани, средняя температура января −7.0 °C (днём) / −13.7 °C (ночью), июля +24.2 °C (днём) / +13.9 °C (ночью).
Осадков около 553 мм в год, максимум летом.
Вегетационный период около 180 дней.

## История
Первоначально село называлось Киркино, но когда в полутора километрах появилось Новое Киркино, село стало именоваться Старым Киркином.
Деревня возникла гораздо раньше слободских поселений, когда ещё только начало складываться Московское государство, то есть где-то в конце XVI века.
В 1616 году село принадлежало восьми помещикам, а через 60—70 лет в нём было почти 70 владельцев, потомков боярских детей.
Такое количество помещиков говорит о немалых размерах села, а значит, и о числе его жителей.
В те далёкие времена не каждый уезд мог похвастаться такими масштабами деревни.

### Нарышкины
По преданию в Старом Киркине проживал боярин Кирилл Полуэктович Нарышкин, отец будущей царицы Натальи Кирилловны — матери императора Петра I.
До сего дня сохранилась легенда о том, что царица Наталия Кирилловна родилась в Старом Киркине и беззаботно жила в имении своего отца.
У молодой Наташи была любимая дворовая девушка, которая прислуживала по хозяйству.
И вот однажды случилось несчастье — её любимица погибла от рук лихих людей, которые промышляли в окрестных местах. Девушку нашли задушенной. Горю Наталии Кирилловны не было предела. Как-то она сидела у ворот усадьбы, вспоминая свою юную служанку, и глаза ей были полны слёз.
И в это время через деревню проезжал известный и влиятельный боярин Матвеев.
В Старом Киркине он был в гостях у одного из своих друзей и возвращался домой. Увидев плачущую девушку, Матвеев остановился и начал расспрашивать её о причине печали.
Когда Наташа поведала ему историю со служанкой, как она тяжело переживает смерть девушки, сердце боярина дрогнуло.
Он поразился доброте и чуткости молодой Наталии Кирилловны. Матвеев предложил её родителям взять дочь к себе на воспитание и получил согласие. С тех пор Наталия Кирилловна жила и воспитывалась в доме Матвеева. В дальнейшем она вышла замуж за царя Алексея Михайловича и стала матерью Петра Великого. В селе и поныне говорят: «Не удавись девка в нашем селе, не быть бы на свете и Петру I».
После этих событий Старое Киркино часто называлось «Царским селом».
Царь Пётр продолжал заботиться о монастыре. Сооруженный каменный храм в честь Боголюбской иконы Богоматери становится родовой усыпальницей бояр Нарышкиных. Сама же царица Наталия Кирилловна, умершая в 1694 году, по распоряжению Петра I похоронена в Вознесенском монастыре Кремля.

## Покровская церковь
Впервые Покровская церковь упоминается в окладных книгах за 1676 год, где записано, «что при церкви земли 20 четвертей в поле и свиных покосов на 30 копен».

Согласно писцовым книгам за 1682 год значится церковной земли 
под дворы и под огороды и на подгуменники да на выгон десятина с четвертью, пашни паханые и перелогу и лесом поросло добрые земли 25 четвертин на полях.
От речке Керды и по заполью две десятины не пашено.
Писана та церковная земля по писцовым книгам князя Ивана Львова да подъячева Ивана Русинова и по межевым книгам Ивана Вельяминова да подъячева Ивана Жданова.
Из этих книг видно, что в приходе церкви Покрова Богородицы в 1676 году было 136 дворов, в том числе один дворянский и 60 дворов, принадлежащих рязанским боярским детям.
Первый деревянный Покровский храм просуществовал до 1777 года.
Годы не пощадили старый храм.
К этому времени церковь совсем обветшала и представляла собой довольно жалкий вид.
Покосились стены, потрескались бревна, поблекли иконы.
Дальше продолжать там службу стало невозможно.
И тогда было принято решение на том же месте соорудить новую церковь, тоже деревянную и с таким же названием.
Вскоре новый храм был построен.
В 1777 году при стечении большого числа жителей села архимандрит Рязанского и Спасского монастыря Антоний освятил новопостроенный храм и провёл первую церковную службу.
В 1787 году в Покровской церкви был устроен придел в честь св. Николая.
В 1837 году церковь была перенесена на другое место.
В 1874 году в храме случился пожар. Деревянное здание церкви загорелось и скоро превратило старый храм в груду пепла. Строительство новой каменной церкви было закончено в 1880 году. Храм был освящен 21 сентября.
Как следует из документов того времени, «земли отдано под храм 2,5 десятины пахотной и 37 десятин луговой. Кроме того, пожертвовано в пользу притча в 1882 году 4 десятины.»
Ныне Покровская церковь пребывает в запустении.
Состав прихода
- с. Старое Киркино;
- сельцо Бобрино;
- Новое Киркино с казенными хуторами;
- д. Голевая.

В них 164 двора, в коих 553 мужчины и 596 женщин.